# Škoda Octavia WRC
La Škoda Octavia WRC è una versione da competizione della Škoda Octavia, progettata per partecipare al Campionato del Mondo Rally, in cui ha gareggiato dal 1999 a metà del 2003. L'ultima apparizione ufficiale avvenne al Rally di Cipro del 2003, dal successivo Rally di Germania fu sostituita dalla Škoda Fabia WRC.

## Descrizione e storia

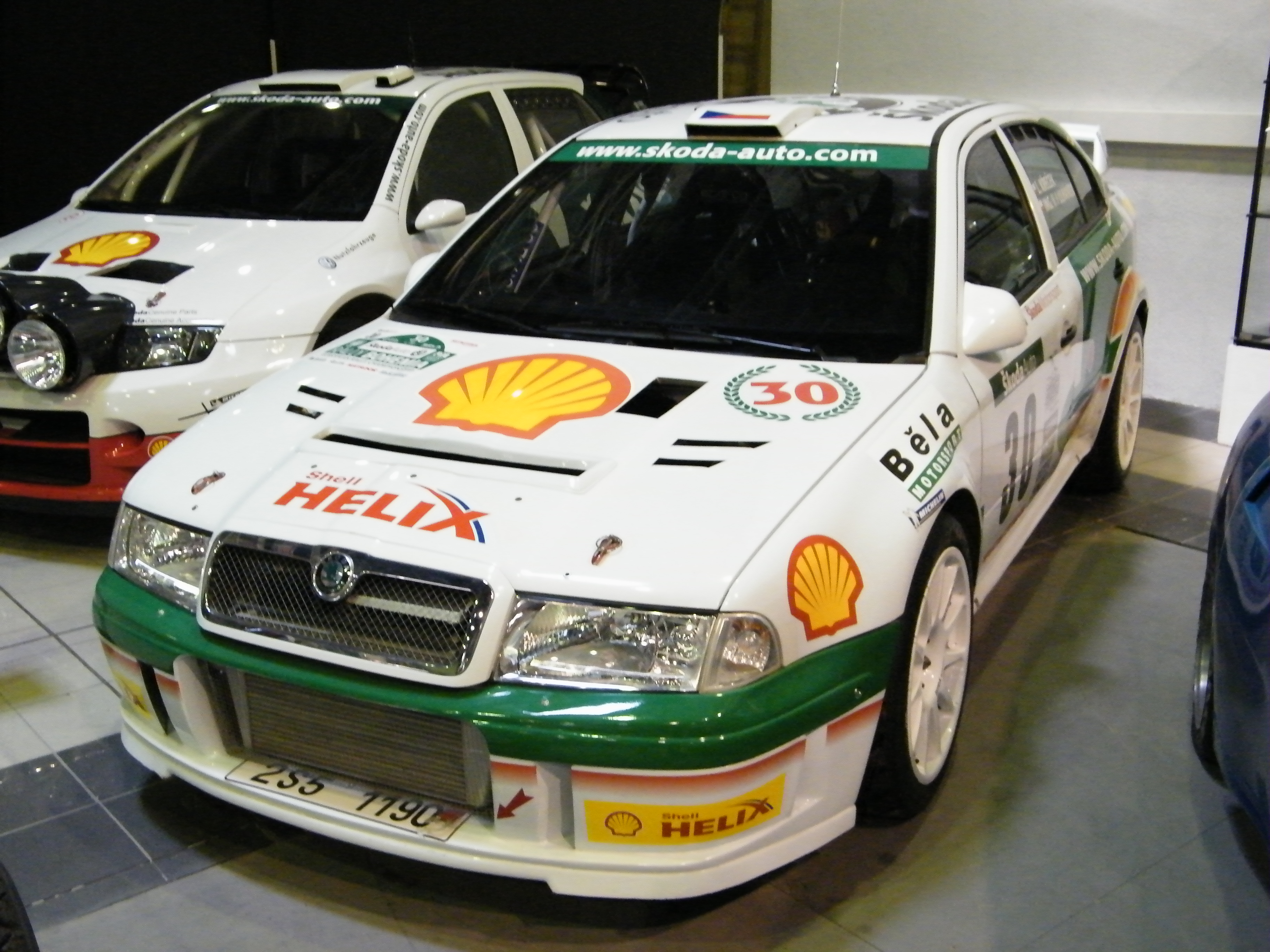

Sull'onda dei successi ottenuti nelle categorie minori con la Škoda Favorit e la Škoda Felicia, la casa di Mladá Boleslav decise di cimentarsi nella massima categoria realizzando una vettura per il WRC.
I tecnici, valutati i regolamenti FIA per la categoria WRC, indirizzarono la loro scelta proprio sulla Octavia che, al tempo, era l'unica vettura compatibile con i requisiti della federazione.
Il progetto definitivo, benché caratterizzato da dimensioni nettamente più generose rispetto a quelle delle più agili concorrenti (era infatti lunga oltre 4511 mm e larga 1770 mm), fu una vettura a trazione integrale spinta da un 2 litri quattro cilindri 20 valvole, sovralimentato da un turbocompressore, capace di 300CV e 500Nm di coppia a 3250 giri/min. Lusinghiero anche il responso della bilancia che vedeva l'ago fermarsi a quota 1230kg, il minimo previsto per la categoria.
Interessante anche la ciclistica basata su uno schema MacPherson con ammortizzatori a gas e barre stabilizzatrici regolabili direttamente dall'abitacolo. Il comparto frenante era costituito da dischi ventilati da 366mm all'anteriore accoppiati a pinze a 6 pompanti raffreddate ad acqua, e da dischi da 300mm al posteriore abbinati a pinze a 4 pompanti.

### Stagione 1999
Dopo mesi di intensi test, si presentò ai nastri partenza schierando due vetture: la prima condotta Armin Schwarz, in coppia con Manfred Hiemer; la seconda affidata, alternativamente, ai cechi Pavel Sibera,  navigato da Petr Gross, o Emil Triner, affiancato da Milos Hulka.
L'inizio di stagione non fu dei migliori e vide le Octavia ritirarsi nei primi tre appuntamenti; solo in Grecia, al Rally dell'Acropoli, entrambe le vetture arrivarono al traguardo chiudendo in dodicesima e tredicesima posizione.
La stagione proseguì senza ulteriori gioie fino all'ultimo evento in calendario, il Rally di Gran Bretagna, in cui il forte pilota belga Bruno Thiry chiuse in quarta posizione assoluta staccato di oltre tre minuti e mezzo dal terzo classificato Harri Rovanperä.

### Stagione 2000
Skoda iscrisse nuovamente due vetture al campionato del mondo rally, confermato il tedesco Schwarz, la seconda guida venne affidata al trentaquattrenne spagnolo Luis Climent Asensio, navigato dal connazionale Alex Romanì.
Il nuovo millennio non riservò particolari soddisfazioni allo squadrone ceco che patì quattro ritiri e ottenne, come miglior risultato, il quinto posto conquistato dal tedesco al Rally dell'Acropoli.

## Škoda Octavia WRC EVO2

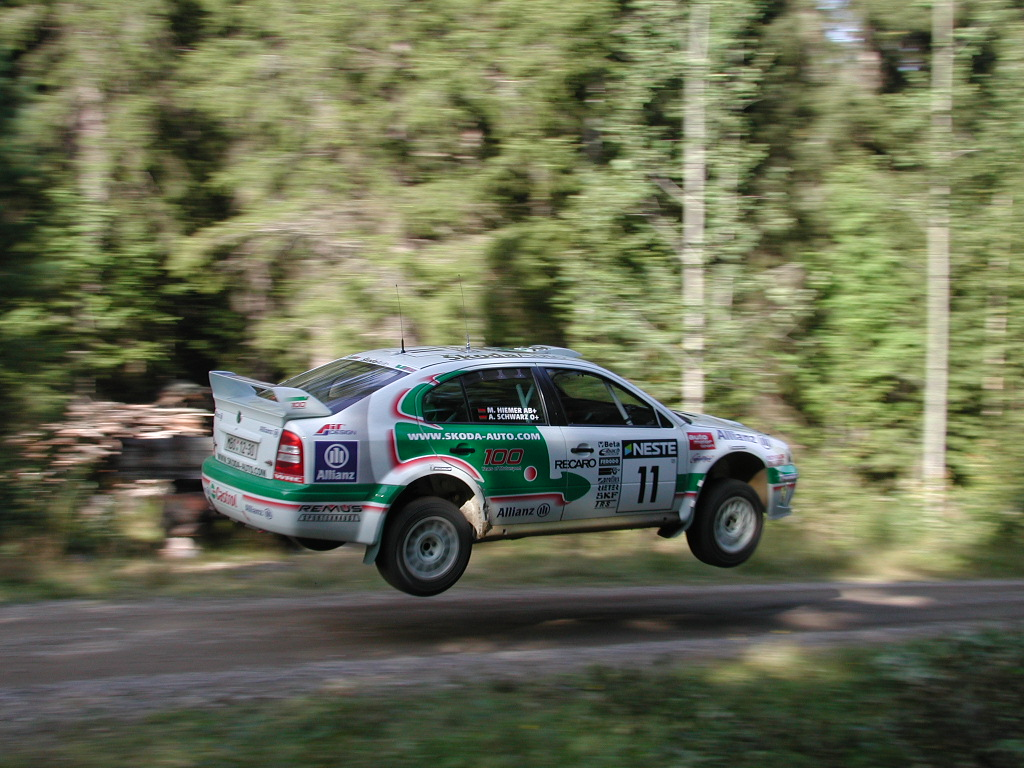
Octavia WRC EVO2

Per tentare di migliorare i risultati insoddisfacenti raccolti nelle due stagioni precedenti i tecnici Škoda misero a punto una evoluzione della loro creatura: le modifiche interessarono diversi aspetti della vettura tra cui il propulsore che venne messo a punto guadagnando circa 100Nm di coppia, per un totale di 600nm a 3000giri/min.

### Stagione 2001
La squadra iscrisse due vetture affidate all'immancabile Schwarz e a Thiry, in coppia con il connazionale Stèfane Prèvot, a cui, più avanti lungo l'anno, se ne aggiunse una terza condotta alternativamente dal giovane Roman Kresta o dall'esperto Stig Blomqvist.

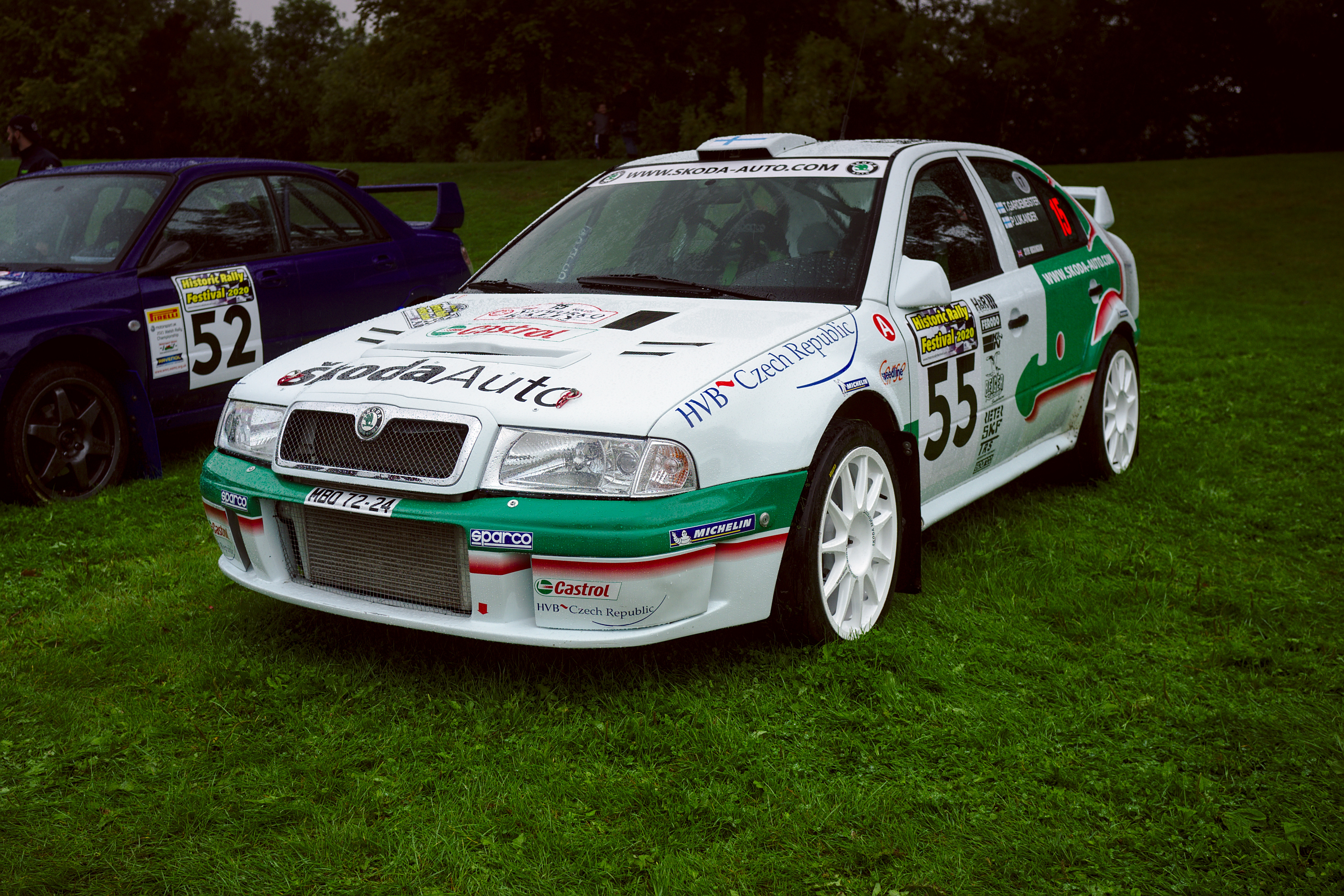
La Skoda Octavia WRC utilizzata da Gardemeister - Lukander al Rally di Gran Bretagna nel 2002

Il debutto, con un buon quarto posto del tedesco, a poco più di un minuto dal podio, sulle difficili strade del Rally di Monte Carlo, fece sperare in una stagione ricca di soddisfazioni; purtroppo, però, una serie di ritiri, saranno ben 13 a fine stagione, e alcune prestazioni opache ridimensionarono le aspettative.
Nonostante le alterne fortune la stagione 2001 sarà l'unica in cui la Octavia conquisterà un podio, al Safari Rally 2001, infatti, Schwarz si imporrà al terzo posto assoluto al termine di una gara massacrante.

### Stagione 2002
Confermato l'impegno per il 2002 la scuderia iscrisse Toni Gardemeister, navigato da Paavo Lukander, e la coppia svedese Kenneth Eriksson - Tina Thörner a cui si affiancarono altre vetture durante la stagione condotte alternativamente da Kresta, Riccardo Errani, Blomqvist, Gabriel Pozzo, Matthias Khale e Tibor Cserhalmi.
La stagione si concluse con poche soddisfazioni, un quinto posto al Rally d'Argentina e 17 ritiri complessivi.

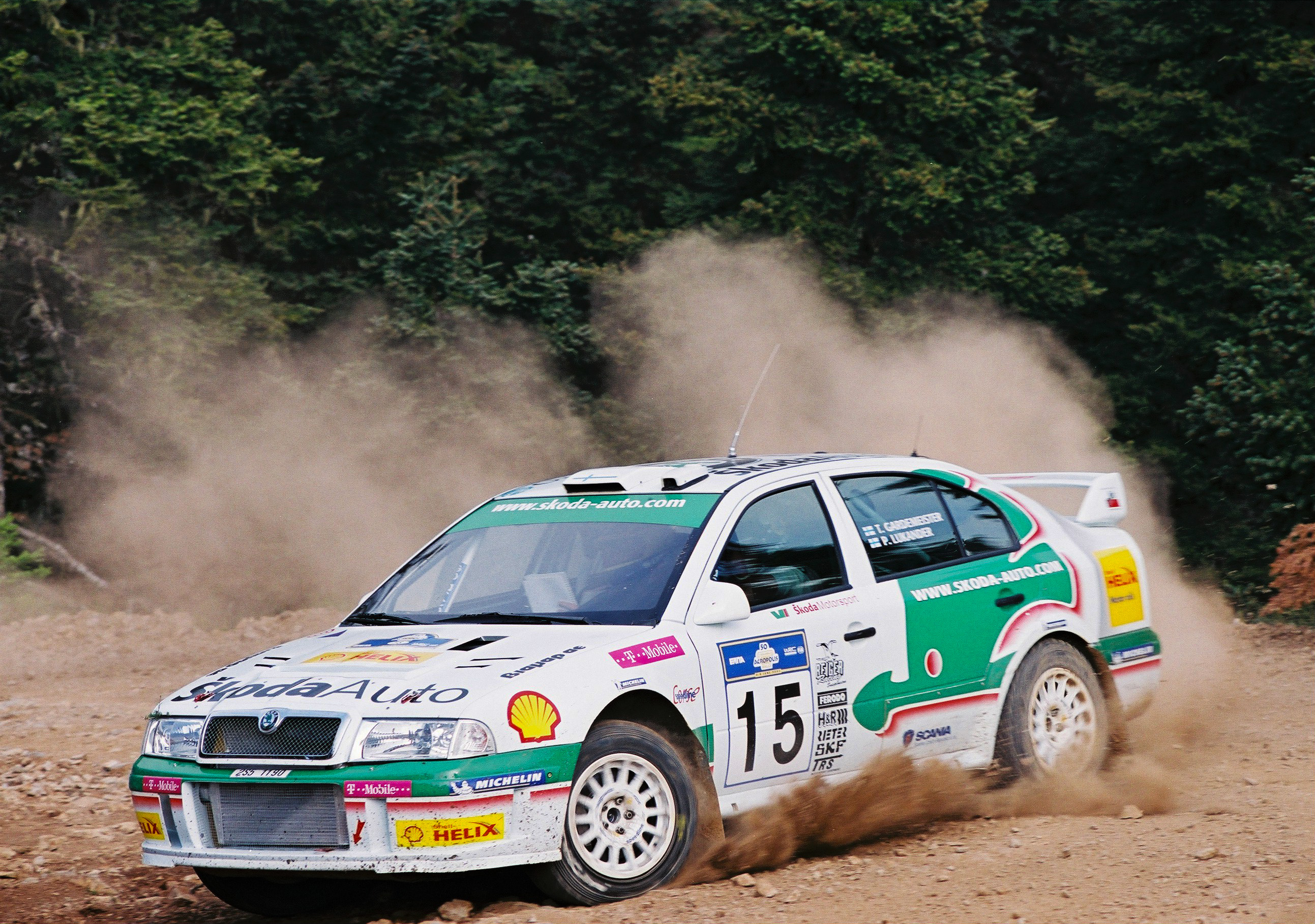
Octavia WRC EVO3

## Škoda Octavia WRC EVO3
In attesa di completare lo sviluppo della nuova Fabia WRC gli ingegneri Škoda misero a punto una ulteriore evoluzione della Octavia denominata EVO3, in assoluto la più competitiva delle evoluzioni, che consentirà alla casa ceca di andare più volte a punti prima di essere sostituita nella seconda metà della stagione 2003.

### Stagione 2003
Gli alfieri Škoda per la stagione 2003 furono Gardemaister - Lukander e i francesi Didier Auriol - Denis Giraudet, sostituiti a metà stagione, quando la vettura non più ufficiale passò al team Skoda Matador, da Kahle, Errani e Jan Kopecký.
Grazie alle prestazioni costanti il bottino di fine stagione di 23 punti consentì alla squadra esteuropea di chiudere in quinta posizione, davanti allo Hyundai World Rally Team.